# Bernhard Villmow
Bernhard Villmow (* 22. Juli 1946 in Aalen) ist ein deutscher Jurist und Hochschullehrer.

## Leben
Er absolvierte das Studium und das Referendariat in Heidelberg, Kiel, Tübingen und Freiburg im Breisgau. Nach der Promotion an der Albert-Ludwigs-Universität Freiburg 1976 war er von 1977 bis 1979 wissenschaftlicher Referent am Max-Planck-Institut für ausländisches und internationales Strafrecht. Von 1979 bis 2011 war er Professor für Kriminologie an der Universität Hamburg.
Seine Forschungsgebiete sind Kriminalstatistik und Dunkelfeld, Jugendkriminalität, Ausländerkriminalität, Viktimologie und Sanktionsforschung.

## Schriften (Auswahl)
- Schwereeinschätzung von Delikten. Schicht- und altersspezifische Einstellungen sowie Einstellungen von Tätern und Opfern bei 14- bis 25jährigen männlichen Probanden einer südbadischen Kleinstadt . Berlin 1977, ISBN 3-428-03962-9.
- mit Egon Stephan: Jugendkriminalität in einer Gemeinde. Eine Analyse erfragter Delinquenz und Viktimisierung sowie amtlicher Registrierung. Freiburg im Breisgau 1983, ISBN 3-922498-05-1.
- mit Burkhard Plemper: Praxis der Opferentschädigung. Hamburger Entscheidungen und Erfahrungen von Opfern von Gewaltdelikten. Pfaffenweiler 1989, ISBN 3-89085-246-7.
- mit Frank J. Robertz: Untersuchungshaftvermeidung bei Jugendlichen. Hamburger Konzepte und Erfahrungen. Münster 2003, ISBN 3-8258-7073-1.